# ラディアン
『ラディアン』（フランス語: Radiant）は、トニー・ヴァレントによるフランスの漫画作品（マンフラ）。本国では2013年より単行本が発売されており、日本では2015年より邦訳版が刊行されている。

## 概要
2013年に作者のヴァレントが他作品での作画作業と並行する形で企画していたオリジナル作品であり、日本漫画のテイストで描いた作品である。一般的にカラーページで描かれることの多いバンド・デシネでは珍しい白黒のページで描かれており、コマ割りからキャラクター造形、書き文字や効果線の使用に至るまで、随所に少年漫画のスタイルが取り入れられている。
ストーリーは、主人公が一人前の魔法使いを目指すべく旅に出る冒険ファンタジーもので、基本的にはコミカルに描かれているものの、異なる者に対する「差別」や「排斥」といったシリアスなテーマが込められている。また、題名の「ラディアン」（RADIANT）は、単語自体はフランス語の動詞radier(消す、削除する、取り消すなどの意)の現在形であるが、本作においては主人公の旅の目的地である伝説上の場所の名前となっている。
日本では2015年にユーロマンガ合同会社および飛鳥新社より邦訳版が刊行され、第1巻および第2巻の刊行時には、漫画家の村田雄介や真島ヒロが帯に推薦コメントを寄せている。また、2018年からはテレビアニメが放送されている。

## 制作背景
トニー・ヴァレントは元々日本風の漫画を描くことを目標としていたが、それだけでは飽き足らなくなり、少年漫画のフォーマットを用いて深いテーマを描いてみたいと思ったのが、『ラディアン』を誕生させるきっかけとなった。本作のテーマの一つである「排斥」は、ヴァレントが過去に単独で発表した作品『忍びの花』（Hana Attori）から引き継いだものであり、ヴァレントはストーリーの開発にあたり、中世に行われた魔女狩り関連の資料や小説、RPGなどから着想を得ている他、キャラクターの一部は歴史上の人物をモデルにしている。
描き始めた当初、ヴァレントは原稿を見た友人から『ラディアン』が真島ヒロの漫画『FAIRY TAIL』に似ていると言われたことがあり、『FAIRY TAIL』を読んで似ていると思った要素を『ラディアン』のストーリーから省いたことを明かしている。

## 世界観
本作の舞台はファレノスと呼ばれる、空中にいくつもの大陸や島がある世界である。大陸や島の多くは雲海に囲まれており、島々の行き来には飛行船が用いられているが、多くの人々は大抵一つの島に留まって生活している。この世界にはネメシスという怪物が存在しており、どこからともなく現れては村や町を襲っている。このネメシスに唯一対抗できるのは魔法使いであり、彼らは魔法を駆使してそれらを駆除する役目を負っているが、同時に人々からはネメシス同様に恐れられ、忌み嫌われている。
また、ファレノスでは異端審問所が治安維持の役割を果たしており、魔法に関する事件の処理や土地の警備、島によっては政府の代わりとして権力を発揮しており、魔法使いに対しては弾圧を行うこともある。

## あらすじ

### 第1部（第1巻）
田舎の小さな村に暮らす主人公の少年セトは、師匠である女魔法使いアルマの下で見習いとして修業をしながら、いつか一人前の魔法使いとなることを夢見ていた。しかし実際は行く先々でトラブルを起こして回り、村人たちからは厄介者扱いされていた。
ある日、ネメシスの卵が空から落ちてきたのを見たセトは、自分の手柄を立てるために自ら卵を割り、ネメシスを目覚めさせてしまう。初めて対峙するネメシスに一度は打ち負かされるが、彼は渾身の力を振り絞り、何とかネメシスを倒すことに成功。初めて村人たちから信頼を得られるようになった。
しかしこの戦いで、ただネメシスが現れるたびに戦うだけでは人々を救えないと知った彼は、ネメシスの巣があるとされる伝説の地ラディアンを探し当て、ネメシスの巣を破壊することを決意する。
かくしてアルマの下を離れたセトは、ネメシスの死骸の回収に来た魔法使いの研究者ドクに同行し、ラディアン探しの旅に出る。その道中、通りかかった異端審問官に捕らえられていた魔法使いの少女メリを助けたセトは、ドクと共に魔法使いが身を寄せ合って暮らすアルテミス魔法学院に向かい、アルマの知り合いである老魔法使いヤガの下で修業に取り組むのだった。

### 第2部（第2巻 - 第4巻）
アルテミス魔法学院でヤガと魔法の修業に明け暮れる日々を送っていたセトだったが、金欠になってしまった彼は宿に泊まれないばかりか、日々の食べ物にすら困るという状態に陥っていた。それだけでなく、学院からの莫大な借金を抱える羽目になったセトは、ネメシスの生け捕りによる賞金を手に入れるべく、メリとドクの二人と共にネメシス狩りの依頼があった工場都市ランブル・タウンに向かう。
そこで彼らは、この町の行政を司る異端審問官による移民排斥計画、さらにはネメシスを操る女魔法使いハーメリーヌによる町の壊滅計画に巻き込まれてしまう。彼女はかつてランブル・タウンで起きた崩落事故の生き残りであると同時に、町の住民から迫害されていた魔法使いの一人でもあった。
セトたちはハーメリーヌを追っていた謎の魔法使いグリムと協力して、住民への復讐を目論む彼女の計画を止めるべく奮闘する。

### 第3部（第5巻 - 10巻）
ランブル・タウンでの戦いの後、魔法使い騎士団がラディアンを探しているという話を聞いたセトは、ラディアンに関する手掛かりを求めて、騎士団の居城カスラーン・マーリンがあるシファンディール大陸へと向かう。その道中、同じようにシファンディール大陸に立ち寄っていた商人男爵たちと遭遇したセトはスパイと勘違いされ、攻撃されるも、間一髪のところでグリムに助けられる。
グリムと別れ、カスラーン・マーリンにたどり着いたセトは、城下町で出会った不思議な老人ミルの手助けにより城に潜り込み、そこで出会った騎士志願者の少女オコホと共に、「スペクトル・ネメシス」という新種のネメシスを相手にした戦闘に参加する。その後別件でカスラーン・マーリンを訪れていたメリ、ドクと再会したセトは、自らを森の妖精だと明かしたミルから、魔法を生み出す源であるファンタジアについて教わり、理解を深めると同時に、自分を制御する術を学んでいく。
やがてスペクトル・ネメシスの出現は「世捨て人の信者たち」なる一団によるものであること、彼らの拠点がカスラーン・マーリンに存在していることが判明し、オコホは騎士叙任式の日にそれらを告発する。だがその時、異端審問所の軍隊がシファンディール大陸に攻め入り、カスラーン・マーリンは予期せぬ戦乱に包まれてしまう。セトはメリやドクとそれぞれ別行動をとり、戦いの終結に向けて動き出すが、この戦いの裏には異端審問所と結託し、シファンディール大陸をわがものにしようと企む商人男爵たちの思惑が潜んでいた。

## 登場人物
声はテレビアニメにおける声優。

### 主要人物
セト
声 - 花守ゆみり
本作の主人公。見習い魔法使いの少年で一人称は「俺」。性格はガサツでややいい加減なところがある。また言葉遣いは荒っぽいところがある。世界一の大魔法使いを目標にしている。
物語開始前に起きたある事件に巻き込まれ、アルマと共に角が生えた状態で発見される。その後はアルマと共に村や町を転々としながら生活する事となる。
幼少時には魔法使い（感染者）であることを理由に迫害、村の悪ガキ達からは壮絶なリンチを受けその際にファンタジア（魔法）が暴走、村や悪ガキ達に大けがを負わせ、彼に怒り恐れた村民達に殺されかけるなど、行く先々でトラブルを起こしてしまい、その度にアルマに助けられている。
感染拡大の終息、人間と感染者達が共存できる世界を作る事を目指し、ネメシス達の巣があるとされる伝説の地"ラディアン"を探す冒険に出る。
彼の出自には謎が多く、本来であれば杖や手袋などの道具を必要とするファンタジアの行使を素手で行うなど、他の魔法使い達にはない特異な能力を持っている。
メリ
声 - 悠木碧
本作のヒロイン。『アルテミス学院』に通っており、防御魔法を得意とする少女で一人称は通常時が「私」と言う穏やかな口調ではあるが、魔法発動時は「あたし」と言いドスのきいた口調になる（詳細は後述）。ドリルロールを何本も束ねたような赤毛の独特な髪型が特徴でグラマーな体型をしている。
本来は温和で誰に対しても礼儀正しく丁寧に接するお淑やかな性格だが、魔法使いたちが魔法を扱える代償として受けてしまう「呪い」により強いストレスを感じたり緊張状態におかれると非常に乱暴かつ毒舌な性格になる。こちらの性格では攻撃魔法を得意とする。
ミスター・ボブリー
声 - 小市眞琴
メリの相棒の妖獣。

ドク
声 - 大畑伸太郎
魔法使いたちの一大組織である『アルテミス学院』に務める小太りな魔法使いの男性。一人称は「ワシ」で年齢は不明。しかし物語の途中で幼児の体になっていた。
臆病で厄介事を嫌う性格で危険な仕事を嫌がり、ことあるごとにすぐ叫ぶ所がある。魔法やネメシスについて調査する役職「研究者」として働いている。 調査のため現場に移動する際は飛行船を操縦する。
ランブル・タウンの一件で瀕死の状態に陥るも、赤ん坊の姿に変貌する脱皮魔法により九死に一生を得る。
アルマ
声 - 朴璐美
セトの育ての親。ボリュームのある黒髪の長髪をポニーテールにした独特な髪型に欠損した右腕が特徴的な老女。セト以上に言葉遣いや目つきも悪い。ネメシスの観測拠点としての機能を持つ飛行船で生活している。
ダート・ドラグノフ
声 - 遊佐浩二
異端審問官隊長。魔法使いをはじめとした“異端者”を取り締まる『異端審問所』の警備隊長。長い黒髪で鼻に一文字の傷跡があり、隻眼で失った左目には眼帯を付けている。一人称は主に「俺」と言い飄々と立ち振る舞っている。
普段は飄々としていて掴み所の無いように見えるが、民衆の避難を第一に考え事態の収拾のためなら討伐対象であるセト達に一時的に手を貸すなど異端審問官としては優秀であり、正義感を胸に魔法使いを討伐している。
グリム
声 - 子安武人
黒いとんがり帽子にコートという魔法使いらしい服装の下に全身を包帯で覆った魔法使い。セトが魔法使いの組織『アルテミス学院』で請け負った仕事の現場である『ランブル・タウン』で出会う。
冷静沈着な性格で基本的に人には丁寧に接し、一人称に自分の名前を使った独特の喋り方をする。
当初は誤解からセト達と対立していたが誤解が解けた後は共闘し、その後も度々に出会しては手助けするようになる。
オコホ
声 - 渕上舞
サバサバした姉御肌の性格の活発な少女。セトと行動を共にしていた。

### アルテミス学院
マスター・ロード・マジェスティ
声 - 山口勝平
『アルテミス学院』を創設した人物で、黄色い猫の姿をしている。
気ままで狡猾なところもあり、アルテミスの住民を振り回すこともある。
ヤガ
声 - 吉野裕行
アルマの知人である、老魔法使い。『アルテミス学院』でのセトの師となる。
ミス・メルバ
声 - 東山奈央
カフェを営んでいる若い女性。ドクに惚れられているがコーヒーの味は不味いらしい。
ミスター・メルバ・パパ
声 - 利根健太朗
ミス・メルバの父親で娘とカフェを営んでいる。小柄な体格で口は悪いがコーヒーの味は良い。
ジョン・ジャック
声 - 石谷春貴

ニック
声 - 興津和幸

### 異端審問所
トルク
声 - 三宅健太
異端審問官の将軍である。
フォン・ツェペシュ
声 - 寺島拓篤

ウルミナ・バグリオーレ
声 - 早見沙織

リゼロッテ
声 - 佐倉綾音

サントーリ
声 - 緒方賢一
「吾輩の髭にかけて」が口癖。
コンラッド・ド・マルブール
声 - 村瀬克輝
魔法使いを差別する張本人だが、暴走したセトの一撃により、殺られる。
ヴェローヌ
声 - 黒沢ともよ

グドー副長
声 - 宇垣秀成
ドラグノフに仕えている副長。
新人兵士ガーヴィス
声 - 榎木淳弥

エドムンド
声 - 青山穣
オクシュマレ
声 - 楠大典

### 魔法使い騎士団
モルドレッド
声 - 石谷春貴
サグラモール
声 - 熊谷健太郎
クイーン・ブーディカ
声 - ゆかな
ブランゴワール卿
声 - 白熊寛嗣
ギュリス卿
声 - 青山穣

### 商人男爵
ドゥーサン男爵
声 - 木下浩之
クリストロム男爵
声 - 千葉繁
アルコン女男爵
声 - 根谷美智子
フュルゴンド男爵
声 - 利根健太朗
フュルゴンド男爵夫人
声 - 小原好美
パズ男爵
声 - 山崎たくみ

### ブレイブ・カルテット
ドン・ボスマン
声 - 稲田徹
ブレイブ・カルテットのリーダー。セトのタイタンパンチで飛ばされた。その後、ジジと共にセトの育ての親のもとで働くことになる。
ジジ
声 - 熊谷健太郎

エイ
声 - 古川慎

ビイ
声 - 石谷春貴

### その他の登場人物
ピオドン
声 - 木村良平

トミー
声 - 小市眞琴

タジ
声 - 田村睦心

ハーメリーヌ
声 - 内山夕実

プセ、グレッタ、ハンス
声 - 小市眞琴（プセ）、竹内恵美子（グレッタ）、森千晃（ハンス）
ミル
声 - 島田敏

ジル
声 - 井上喜久子

ディアバル
声 - 小野賢章

レオゴン
声 - 川津泰彦

## 書誌情報
- トニー・ヴァレント『ラディアン』 原正人訳、発行元：ユーロマンガ合同会社／発売元：飛鳥新社〈EUROMANGA COLLECTION〉、既刊19巻（2025年2月14日現在）
  1. 2015年8月6日発売、ISBN 978-4-86410-434-0
  2. 2015年11月7日発売、ISBN 978-4-86410-445-6
  3. 2016年2月9日発売、ISBN 978-4-86410-473-9
  4. 2016年6月16日発売、ISBN 978-4-86410-499-9
  5. 2017年4月12日発売、ISBN 978-4-86410-553-8
  6. 2017年8月6日発売、ISBN 978-4-86410-564-4
  7. 2017年12月20日発売、ISBN 978-4-86410-590-3
  8. 2018年4月25日発売、ISBN 978-4-86410-614-6
  9. 2018年10月25日発売、ISBN 978-4-86410-652-8
  10. 2019年3月8日発売、ISBN 978-4-86410-678-8
  11. 2019年7月24日発売、ISBN 978-4-86410-713-6
  12. 2019年11月6日発売、ISBN 978-4-86410-726-6
  13. 2020年3月3日発売、ISBN 978-4-86410-751-8
  14. 2020年9月25日発売、ISBN 978-4-86410-790-7
  15. 2021年11月25日発売、ISBN 978-4-86410-856-0
  16. 2022年6月25日発売、ISBN 978-4-86410-913-0
  17. 2023年1月26日発売、ISBN 978-4-86410-940-6
  18. 2024年2月15日発売、ISBN 978-4-86801-004-3
  19. 2025年2月14日発売、ISBN 978-4-86801-064-7

## テレビアニメ
NHK Eテレにて、2018年10月6日から2019年2月23日まで第1シリーズが毎週土曜17時35分から18時に放送された。第2シリーズは2019年10月2日から2020年2月26日まで毎週水曜19時25分から19時50分に放送された。
ナレーションは速水奨が担当。放送時は字幕放送・連動データ放送を実施。
再放送は第1シリーズが2019年4月3日から8月21日まで毎週水曜19時25分から19時50分に、第2シリーズは2020年11月14日から2021年4月10日まで毎週土曜17時35分から18時に放送された。
2024年4月から、毎週水曜日19時から19時25分にNHK Eテレにて再放送されることが決まった。

### プロモーション
2018年3月22日に本作のメインキャスト発表と共にティザービジュアルが発表され、同時にプロモーションビデオが公開された。プロモーションビデオは通常版、英語字幕付き、フランス語字幕付きの3パターンにそれぞれ30秒、1分、3分と再生時間の違うバージョンが製作され、全部で9パターンが用意された。その後、同年8月31日に放送開始日時・追加キャスト・メインビジュアルなどが発表された。放送開始前週の9月29日には特別番組『空前絶後の冒険アニメ「ラディアン」』が放送された。

### スタッフ
- 原作 - トニー・ヴァレント[14]
- 監督 - 岸誠二[14]
- シリーズディレクター - 福岡大生
- シリーズ構成 - 上江洲誠[14]
- キャラクターデザイン - 河野のぞみ、アミサキリョウコ（第2シリーズ）
- プロップデザイン - 沙倉拓実
- モンスターデザイン - 廣瀬智仁
- 総作画監督 - 河野のぞみ
- アクション作画監督 - アミサキリョウコ（第1シリーズ）
- 美術監督 - 鈴木友成
- 色彩設計 - 竹川美緒
- 撮影監督 - 中川せな
- 編集 - 及川雪江
- 音響演出 - 高寺たけし
- 音楽 - 甲田雅人[14]
- プロデューサー - 藤田裕介
- アニメーションプロデューサー - 宮﨑裕司、比嘉勇二
- 制作統括 - 米村裕子、八木雪子
- アニメーション制作 - Lerche[14]
- 制作 - NHKエンタープライズ[14]
- 制作・著作 - NHK

### 主題歌
第1シリーズ
「Utopia」
04 Limited Sazabysの作曲・歌によるオープニングテーマ。作詞はGEN、編曲はakkinと04 Limited Sazabys。
「ラディアン」
ポルカドットスティングレイの編曲・歌によるエンディングテーマ。作詞・作曲は雫。
「君の未来」
ハーメリーヌ（内山夕実）による第17話の挿入歌。作詞は上江洲誠、作曲は甲田雅人。

第2シリーズ
「ナラク」
Halo at 四畳半の編曲・歌によるオープニングテーマ。作詞・作曲は渡井翔汰。
「ちっとも知らなかった」
NakamuraEmiの作詞・作曲・歌によるエンディングテーマ。編曲はカワムラヒロシ。

### 各話リスト
| 話数        | サブタイトル                       | 脚本              | 絵コンテ           | 演出               | 作画監督                        | 放送日         |             |             |             |             |             |             |             |             |             |             |             |             |             |             |             |             |             |             |
| 第1シリーズ | 第1シリーズ                        | 第1シリーズ       | 第1シリーズ        | 第1シリーズ        | 第1シリーズ                     | 第1シリーズ    | 第1シリーズ | 第1シリーズ | 第1シリーズ | 第1シリーズ | 第1シリーズ | 第1シリーズ | 第1シリーズ | 第1シリーズ | 第1シリーズ | 第1シリーズ | 第1シリーズ | 第1シリーズ | 第1シリーズ | 第1シリーズ | 第1シリーズ | 第1シリーズ | 第1シリーズ | 第1シリーズ |
| ----------- | ---------------------------------- | ----------------- | ------------------ | ------------------ | ------------------------------- | -------------- | ----------- | ----------- | ----------- | ----------- | ----------- | ----------- | ----------- | ----------- | ----------- | ----------- | ----------- | ----------- | ----------- | ----------- | ----------- | ----------- | ----------- | ----------- |
| 第1話       | 魔法使いの少年 -Seth-              | 上江洲誠          | 福岡大生           | 濱崎徹             | 川口弘明 樋上あや               | 2018年 10月6日 |             |             |             |             |             |             |             |             |             |             |             |             |             |             |             |             |             |             |
| 第2話       | 本当の勇気 -Bravery-               | 重信康            | 福岡大生           | 福井洋平           | 川口弘明 柳瀬譲二               | 10月13日       |             |             |             |             |             |             |             |             |             |             |             |             |             |             |             |             |             |             |
| 第3話       | 旅立ちの日 -Alma-                  | 蒼樹靖子          | 福岡大生           | 野亦則行           | 樋上あや 渡辺真由美             | 10月20日       |             |             |             |             |             |             |             |             |             |             |             |             |             |             |             |             |             |             |
| 第4話       | 大空の出会い -Encounter-           | 上江洲誠          | 木村真一郎         | 木村真一郎         | 永田陽菜 岩佐とも子             | 10月27日       |             |             |             |             |             |             |             |             |             |             |             |             |             |             |             |             |             |             |
| 第5話       | 英知と希望の楽園 -Artemis-         | 重信康            | 福井洋平           | 福井洋平           | 川口弘明 樋上あや               | 11月3日        |             |             |             |             |             |             |             |             |             |             |             |             |             |             |             |             |             |             |
| 第6話       | 友情の雫 -Mélie-                   | 蒼樹靖子          | 奥野耕太           | 浜田将太           | 樋上あや 永田陽菜               | 11月10日       |             |             |             |             |             |             |             |             |             |             |             |             |             |             |             |             |             |             |
| 第7話       | 地下水道に潜む者 -Monster-         | 重信康            | 齋藤徳明           | 鎌田祐輔           | 廣瀬智仁 樋口博美               | 11月17日       |             |             |             |             |             |             |             |             |             |             |             |             |             |             |             |             |             |             |
| 第8話       | 強さの証明 -Progress-              | 蒼樹靖子          | 大橋明代           | 鈴木芳成           | 山本由美子 樋上あや             | 11月24日       |             |             |             |             |             |             |             |             |             |             |             |             |             |             |             |             |             |             |
| 第9話       | 異端を狩る者たち -Inquisition-     | 重信康            | 濱崎徹             | 濱崎徹             | 小沼克介 川口弘明               | 12月1日        |             |             |             |             |             |             |             |             |             |             |             |             |             |             |             |             |             |             |
| 第10話      | 思い出の箒 -Memory-                | 上江洲誠          | 福井洋平           | 福井洋平           | 樋口博美 永田陽菜               | 12月8日        |             |             |             |             |             |             |             |             |             |             |             |             |             |             |             |             |             |             |
| 第11話      | 轟音と喧騒の街 -Rumble Town-       | 蒼樹靖子          | 齋藤徳明           | 木野目優           | 山本由美子 樋上あや             | 12月15日       |             |             |             |             |             |             |             |             |             |             |             |             |             |             |             |             |             |             |
| 第12話      | 街に巣食う闇 -Darkness-            | 菅原雪絵          | 川畑喬             | 鎌田祐輔           | 柳瀬譲二 小沼克介               | 12月22日       |             |             |             |             |             |             |             |             |             |             |             |             |             |             |             |             |             |             |
| 第13話      | 動乱序曲 -Storm-                   | 重信康            | 齋藤徳明           | 木村真一郎         | 川口弘明 樋口博美               | 12月29日       |             |             |             |             |             |             |             |             |             |             |             |             |             |             |             |             |             |             |
| 第14話      | 崩壊の鐘の音 -Catastrophe-         | 重信康            | 齋藤徳明           | 野亦則行           | 柳瀬譲二 永田陽菜               | 2019年 1月5日  |             |             |             |             |             |             |             |             |             |             |             |             |             |             |             |             |             |             |
| 第15話      | その拳は流星のように -Burst-       | 蒼樹靖子          | 福岡大生           | 木野目優           | 川口弘明 樋上あや               | 1月12日        |             |             |             |             |             |             |             |             |             |             |             |             |             |             |             |             |             |             |
| 第16話      | 嵐穿ち舞い上がれ -Rising-          | 菅原雪絵          | 福井洋平           | 福井洋平           | 小沼克介 樋口博美               | 1月19日        |             |             |             |             |             |             |             |             |             |             |             |             |             |             |             |             |             |             |
| 第17話      | いま風の音を止めて -Serenade-      | 上江洲誠          | 木野目優           | 濱崎徹             | 樋上あや 永田陽菜               | 1月26日        |             |             |             |             |             |             |             |             |             |             |             |             |             |             |             |             |             |             |
| 第18話      | 闇のあとの光 -Awaking-             | 重信康            | 齋藤徳明           | 鎌田祐輔           | 小野木三斉 柳瀬譲二             | 2月2日         |             |             |             |             |             |             |             |             |             |             |             |             |             |             |             |             |             |             |
| 第19話      | 君が変えた世界 -Relief-            | 蒼樹靖子          | 木村真一郎         | 木村真一郎         | 川口弘明 小沼克介               | 2月9日         |             |             |             |             |             |             |             |             |             |             |             |             |             |             |             |             |             |             |
| 第20話      | 予兆 -Sign-                        | 重信康            | 仁昌寺義人         | 鈴木芳成           | 柳瀬譲二 樋口博美               | 2月16日        |             |             |             |             |             |             |             |             |             |             |             |             |             |             |             |             |             |             |
| 第21話      | 未来を求めて -Utopia-              | 上江洲誠          | 福岡大生           | 浜田将太           | 川口弘明 樋上あや               | 2月23日        |             |             |             |             |             |             |             |             |             |             |             |             |             |             |             |             |             |             |
| 第2シリーズ |                                    |                   |                    |                    |                                 |                |             |             |             |             |             |             |             |             |             |             |             |             |             |             |             |             |             |             |
| 第1話       | 新たなる冒険へ -Overture-          | 上江洲誠          | 福岡大生           | 福岡大生           | 小沼克介 河野のぞみ             | 10月2日        |             |             |             |             |             |             |             |             |             |             |             |             |             |             |             |             |             |             |
| 第2話       | 霧雨の邂逅 -Mist-                  | 重信康            | 福岡大生           | 福岡大生           | 小沼克介 鎌田祐輔               | 10月9日        |             |             |             |             |             |             |             |             |             |             |             |             |             |             |             |             |             |             |
| 第3話       | 騎士の都 -Caislean Merlin-         | 菅原雪絵          | 福岡大生           | 山田卓             | 森下昇吾 森山雄治               | 10月16日       |             |             |             |             |             |             |             |             |             |             |             |             |             |             |             |             |             |             |
| 第4話       | 災いをよぶ者 -Dullhan-             | 蒼樹靖子          | 福岡大生           | 田中貴大           | 浜田勝                          | 10月23日       |             |             |             |             |             |             |             |             |             |             |             |             |             |             |             |             |             |             |
| 第5話       | 雨音静かに心は遠く -Rain-          | 蒼樹靖子          | 岸誠二 田中貴大    | 田中貴大           | 河野のぞみ 二宮奈那子           | 10月30日       |             |             |             |             |             |             |             |             |             |             |             |             |             |             |             |             |             |             |
| 第6話       | 彼の者の名は -Diabel-              | 重信康            | 仁昌寺義人         | 鎌田祐輔           | 二宮奈那子 キム・ミョンシム     | 11月6日        |             |             |             |             |             |             |             |             |             |             |             |             |             |             |             |             |             |             |
| 第7話       | スペクトル攻防戦 -Spectre-         | 菅原雪絵          | 福岡大生           | 夕澄慶英！         | 幸野浩二 樋口博美               | 11月13日       |             |             |             |             |             |             |             |             |             |             |             |             |             |             |             |             |             |             |
| 第8話       | 時の森のセト -Caillte-             | 菅原雪絵          | 福岡大生 田中貴大  | 田中貴大           | 黒澤桂子 キム・ミョンシム       | 11月20日       |             |             |             |             |             |             |             |             |             |             |             |             |             |             |             |             |             |             |
| 第9話       | 謀略の王宮 -Palace-                | 重信康            | 鈴木行             | きむら鎌田         | 幸野浩二 樋口博美               | 11月27日       |             |             |             |             |             |             |             |             |             |             |             |             |             |             |             |             |             |             |
| 第10話      | 騎士の資格 -Quality-               | 蒼樹靖子          | 山田卓             | 山田卓             | 小沼克介 黒澤桂子               | 12月4日        |             |             |             |             |             |             |             |             |             |             |             |             |             |             |             |             |             |             |
| 第11話      | いま世界を感じて -Resonance-       | 重信康            | 浜田将太           | 浜田将太           | もりやまゆうじ 二宮奈那子       | 12月11日       |             |             |             |             |             |             |             |             |             |             |             |             |             |             |             |             |             |             |
| 第12話      | 真実は呪いのように -Ocoho-         | 上江洲誠          | 久行宏和           | 鎌田祐輔           | 二宮奈那子 桜井木ノ実           | 12月18日       |             |             |             |             |             |             |             |             |             |             |             |             |             |             |             |             |             |             |
| 第13話      | 君の決意 -Knighthood-              | 蒼樹靖子          | きむらしんいちろう | 金森寒竹           | ソン・ジンヨン キム・ギ・ヨップ | 12月25日       |             |             |             |             |             |             |             |             |             |             |             |             |             |             |             |             |             |             |
| 第14話      | 決戦の大地 -Battlefield-           | 菅原雪絵          | 田中貴大           | 田中貴大           | コン・ヨンサン 柳瀬譲二         | 2020年 1月8日  |             |             |             |             |             |             |             |             |             |             |             |             |             |             |             |             |             |             |
| 第15話      | 奈落へ誘う滅びの調べ -Harmonizium- | 上江洲誠          | 田中貴大           | 奥村よしあき       | 陳潔瓊 趙小川                   | 1月15日        |             |             |             |             |             |             |             |             |             |             |             |             |             |             |             |             |             |             |
| 第16話      | 消えゆく命の灯火 -Tragedy-         | 蒼樹靖子          | 宮尾佳和           | きむらしんいちろう | 小沼克介 稲田真樹               | 1月22日        |             |             |             |             |             |             |             |             |             |             |             |             |             |             |             |             |             |             |
| 第17話      | 黒き竜は舞い降りた -Pen Draig-     | 重信康            | 鈴木行 福岡大生    | 布施康之           | キム・ジョンボム ソン・ジンヨン | 1月29日        |             |             |             |             |             |             |             |             |             |             |             |             |             |             |             |             |             |             |
| 第18話      | 輝くは人の意思 -Resistance-        | 上江洲誠          | 福岡大生           | 鎌田祐輔           | 廣瀬智仁 黒澤桂子               | 2月5日         |             |             |             |             |             |             |             |             |             |             |             |             |             |             |             |             |             |             |
| 第19話      | 君の声が聞こえない -Myrddin-       | 蒼樹靖子 上江洲誠 | 田中貴大           | 逖洲袵兆           | 小沼克介 黒澤桂子               | 2月12日        |             |             |             |             |             |             |             |             |             |             |             |             |             |             |             |             |             |             |
| 第20話      | この大地に花束を -Fantasia-        | 上江洲誠          | 濱田将太 福岡大生  | 濱田きむら         | 廣瀬智仁 黒澤桂子               | 2月19日        |             |             |             |             |             |             |             |             |             |             |             |             |             |             |             |             |             |             |
| 第21話      | 未来は君とともに -Eternity-        | 上江洲誠          | 鈴木行 福岡大生    | 福岡大生           | 黒澤桂子 小沼克介               | 2月26日        |             |             |             |             |             |             |             |             |             |             |             |             |             |             |             |             |             |             |

| NHK Eテレ 土曜 17:35 - 18:00 枠                              | NHK Eテレ 土曜 17:35 - 18:00 枠                             | NHK Eテレ 土曜 17:35 - 18:00 枠                                            |
| 前番組                                                       | 番組名                                                      | 次番組                                                                     |
| ------------------------------------------------------------ | ----------------------------------------------------------- | -------------------------------------------------------------------------- |
| メジャーセカンド （2018年4月7日 - 9月22日）                  | ラディアン（第1シリーズ） （2018年10月6日 - 2019年2月23日） | カードキャプターさくら クリアカード編（再放送） （2019年4月6日 - 8月31日） |
| NHK Eテレ 水曜 19:25 - 19:50 枠                              |                                                             |                                                                            |
| ラディアン（第1シリーズ、再放送） （2019年4月3日 - 8月21日） | ラディアン（第2シリーズ） （2019年10月2日 - 2020年2月26日） | -                                                                          |

## 関連書籍
- 沢村光彦『ラディアン　アニメノベライズ　～見習い魔法使い・セトの冒険～』脚本：上江洲誠、重信康、蒼樹靖子、集英社、2018年12月21日、ISBN 978-4-08-321479-0。